# Daphne striata
Daphne striata es una especie de  planta leñosa  perteneciente a la familia Thymelaeaceae. 

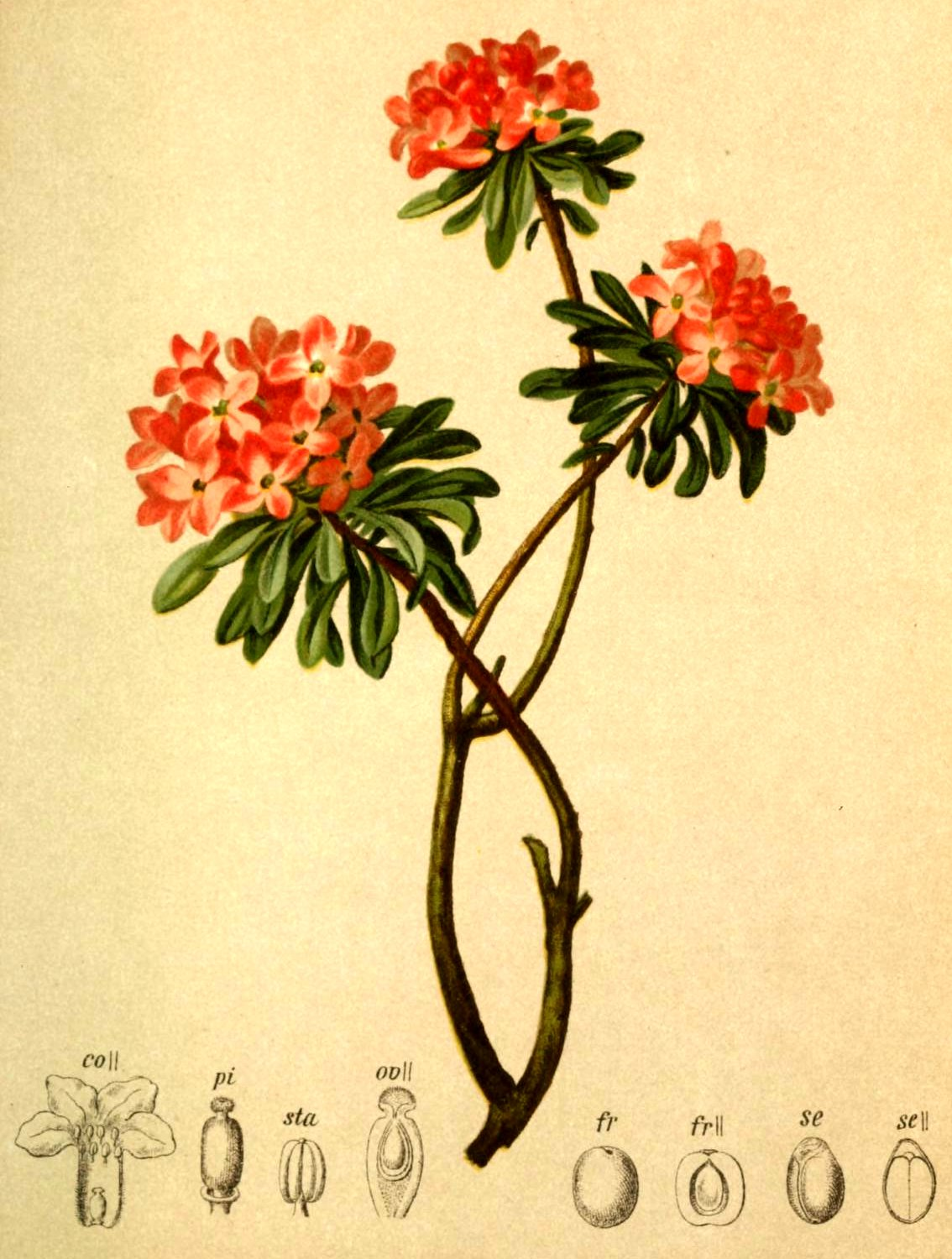
Ilustración

## Descripción
Es una planta leñosa perennifolia que crece como árbol de hoja perenne o arbusto pequeño  y  alcanza un atamaño de entre 5 y 15 cm de altura por lo general, raramente llega a 40 centímetros. El relativamente delgada, decumbente a ascendente, con numerosas ramas dicotómicamente ramificadas. Las hojas son alternas y agrupadas en rosetas en los extremos de las ramas, coriáceas y con ambos lados de brillante azul-verde a verde oscuro y con una longitud de 1,8 a 3 cm, de 3-5 cm estrecha-ovales a lineales con una base en forma de cuña y entera.
Los flores son fragantes y se desarrollan en las ramas frondosas. La mayoría de 8-12 (2-15) flores están en una inflorescencia terminal. El período de floración se extiende de mayo a julio. El fruto es una drupa de 1.4 a 1.7 cm, que tiene una forma elíptica. En primer lugar, es de color rojo-anaranjado, más tarde, la coloración es marrón.

## Distribución
El área de distribución incluye sólo los Alpes, donde prefiere suelos calcáreos, humedales, pastos pedregosos, bosques de pinos de montaña, brezales de arbustos enanos y restos de rocas en altitudes entre los 1000 y 2800  m.

## Taxonomía
Daphne striata fue descrita por Leopold Trattinnick y publicado en Archiv der Gewächskunde 1: 120, pl. [s.n.]. 1812.
Etimología
Daphne; nombre genérico que lo encontramos mencionado por primera vez en los escritos del médico, farmacéutico y botánico griego que practicaba en la antigua Roma; Dioscórides (Anazarba, Cilicia, en Asia Menor, c. 40 - c. 90). Probablemente en la denominación de algunas plantas de este género se recuerda la leyenda de Apolo y Dafne. El nombre de Daphne en griego significa "laurel", ya que las hojas de estas plantas son muy similares a las del laurel.
striata: epíteto latino que significa "con rayas, estriado".